# Кит Харингтън
Кристофър „Кит“ Харингтън (на английски: Christopher „Kit“ Harington) е английски театрален и филмов актьор, номиниран за награда на „Гилдията на киноактьорите“ и „Сатурн“. Известни филми с негово участие са „Сайлънт Хил: Откровение“, „Помпей“ и сериалът „Игра на тронове“.

## Биография
Кит Харингтън е роден на 26 декември 1986 г. в Лондон, Англия, в семейството на Дейвид Ричард Харингтън и Дебора Джейн. Майка му е драматург, чичо му сър Никълъс Джон Харингтън е 14-и барон на баронство Харингтън. Кит е с английски и по-далечни уелски, шотландски и северно ирландски корени. Кит живее в Лондон до единадесет годишна възраст, след което се премества в Устър, Устършър. Като навършва осемнадесет години се връща обратно в Лондон.
През 2008 г. Кит завършва Централното училище по сценична реч и драма (Central School of Speech and Drama) към Лондонския университет, което се счита за едно от най-престижните училища за актьорско майсторство във Великобритания.

## Кариера
Преди да стане актьор Кит има желание да работи като журналист. Малко след като завършва университетското си образование играе в първата си театрална постановка – „Боен кон“ в Кралския национален театър. Постановката печели две награди „Лорънс Оливие“, а след успеха си се играе и на сцената в Нов лондонски театър. За играта си в постановката Кит Харингтън получава положителни оценки, както от публиката, така и от критиката. През 2010 г. получава роля в пиесата „Posh“, която се играе в театър „Роял Корт“.
През 2011 г. Харингтън получава първата си телевизионна роля, като персонаж на име Джон Сняг в суперпродукцията на HBO – „Игра на тронове“. Дебютът му на голям екран е през 2012 г. във филма „Сайлънт Хил: Откровение“ в който си партнира с Кери-Ан Мос и Шон Бийн. През 2014 г. играе главна роля във филма „Помпей“ и озвучава ролята на злодея Ерет в „Как да си дресираш дракон 2“. През 2015 г. си партнира с Джеф Бриджис и Джулиан Мур във филма „Седмият син“.

## Семейство
Харингтън е женен за актрисата Роуз Лесли, най-известна с ролята си на дивачката Игрит от „Игра на тронове“. Пред 2021 им се ражда син, а през 2023 – дъщеря.

## Филмография
- „Игра на тронове“ (сериал, 2011 – 2019)
- „Сайлънт Хил: Откровение“ (2012)
- „Помпей“ (2014)
- „Как да си дресираш дракон 2“ (анимация, 2014)
- „Завет на младостта“ (2014)
- „Седмият син“ (2015)
- „Седем дни в ада“ (Тв филм, 2015)
- „Шпиони: За общото благо“ (2015)